# Довернь, Антуан
Антуан Довернь (фр. Antoine Dauvergne, 3 октября 1713, Мулен, Бурбоннэ — 11 февраля 1797, Лион) — французский композитор и скрипач. Имя Довернь иногда пишется как д’Овернь (фр. D'Auvergne), то есть «из Оверни».

## Биография
Антуан Довернь родился в семье скрипача в городе Мулен, столице провинции Бурбоннэ, ныне департамент Алье. В 1730 году переехал в Клермон-Ферран, а около 1739 года перебрался в Париж.
Переехав в столицу, Антуан стал скрипачом королевского двора в Версале. 11 декабря 1739 года он получил свою первую привилегию, позволяющую ему редактировать инструментальную музыку. В 1744 году он присоединился к оркестру Королевской академии музыки в качестве скрипача. В 1751 году Довернь стал дирижёром оркестра Королевской академии музыки. В июне 1755 года он за 6000 ливров покупает должность композитора королевского двора, сменив Франсуа Ребеля.
2 октября 1761 года Довернь был вместе с Габриэлем Каппераном и Николя-Рене Жоливо назначен директором концертной организации «Concert Spirituel». 25 декабря 1764 года Антуан становится «сюринтендантом королевской музыки». В 1766 году он попытался стать директором Королевской академии музыки совместно с кассиром оперы Николя-Рене Жоливо, но проиграл борьбу Пьеру-Монтану Бертону и Жан-Клоду Триалю. Через три года Довернь добивается своего, став содиректором Оперы.
1 апреля 1768 года Доверню назначают пенсию Королевской академии музыки в размере 1000 ливров как автору музыки. В том же году он также получил премию в размере 600 ливров. 23 октября 1769 года Антуану назначают ежегодную пенсию в размере 1200 ливров в награду за его службу при дворе.
В июле 1771 года Довернь вновь становится директором «Духовного концерта», на этот раз совместно с Бертоном, и занимает эту должность до марта 1773 года. 21 марта 1776 он назначен мастером музыки Дома короля. 18 апреля того же года Антуан оставляет руководство Королевской академии музыки. В мае 1780 года Довернь стал генеральным директором Королевской академии музыки и занимал этот пост до своего ухода на Пасху 1782 года. 1 апреля 1785 года он в третий раз становится главой Королевской академии музыки, окончательно покинув эту должность 6 апреля 1790 года..
В 1786 году Довернь получает признание, став кавалером ордена Святого Михаила.
Самые известные работы Доверня — это комические опера «Менялы» и «Обманутая кокетка», которые оказали большое влияние на развитие французской оперы-комик. Помимо опер и опер-балетов, он сочинил ряд других работ, в том числе скрипичные сонаты (1739), трио-сонаты, мотеты, и то, что сам композитор назвал симфонические концерты (фр. Concerts de Simphonies; 1751) в четырёх частях. Самым известным учеником Доверня был клавесинист и композитор Симон Симон.
Довернь был дважды женат. В первый раз сочетался браком 24 мая 1739 года на Мари де Фильс (фр. Marie de Filtz). Овдовев, в 1770 году женился вторично, на Клеманс Розет, которая умерла в июне 1787 года.
В 1793 году Антуан Довернь покинул Париж, переехав в Лион, где и скончался через 4 года в возрасте 83 лет.

## Список работ

### Оперы и балеты
- 1752 — Les amours de Tempé (героический балет, Париж)
- 1753 — «Менялы»[англ.] (фр. Les troqueurs; опера-комик (интермедия с балетом), Париж)
- 1753 — «Обманутая кокетка» (фр. La coquette trompée; лирическая комедия, Фонтенбло)
- 1753 — «Сивилла» (фр. La sibylle; балет, Фонтенбло)
- 1758 — «Эней и Лавиния[англ.]» (фр. Énée et Lavinie; лирическая трагедия, Париж)
- 1758 — «Празднества Эвтерпы» (фр. Les fêtes d'Euterpe; опера-балет, Париж)
- 1760 — «Благоприятный соперник» (фр. Le rival favorable; дополнительное энтре «Празднеств Эвтерпы», Париж)
- 1760 — Canente[англ.] (трагедия, Париж)
- 1761 — «Умирающий Геркулес[англ.]» (фр. Hercule mourant; лирическая трагедия, Париж)
- 1762 — «Алфей и Аретуза» (фр. Alphée et Aréthuse; балет, Париж)
- 1763 — «Поликсена»[англ.] (фр. Polixène; лирическая трагедия, Париж)
- 1765 — Le triomphe de flore, ou Le retour de printemps (героический балет, Фонтенбло)
- 1768 — «Венецианка» (фр. La vénitienne; комедийный балет, Париж)
- 1770 — «Заколдованная башня» (фр. La tour enchantée; балет фигур, Париж)
- 1771 — Le prix de la valeur (героический балет, Париж)
- 1780 — «Сицилиец, или Любовь художника» (фр. La sicilien, ou L'amour peintre; комедийный балет, Версаль)
- «Смерть Орфея» (фр. La mort d'Orphée; трагедия, не поставлена)
- «Семирамида» (фр. Sémiramis; трагедия, не поставлена)